# کنیت خلیل
کنیت خلیل (به انگلیسی: Kaniat Khalil) یک منطقهٔ مسکونی در پاکستان است که در ناحیه راولپندی واقع شده‌است.